# Renate Schramek
Renate Schramek (geb. 1974) ist eine deutsche Geragogin, Fachautorin und Hochschullehrerin. Sie ist Professorin für Bildung und lebenslanges Lernen an der Hochschule Bochum.

## Werdegang
Renate Schramek schloss ihre Ausbildung zur Sprachtherapeutin im Jahr 1996 ab. Seit 1996 ist sie Diplom-Pädagogin. Im Jahr 2001 promovierte sie sich an der TH Dortmund. An der Fernuniversität in Hagen habilitierte sie sich im Jahr 2018 zum Thema „Theorie-Praxis-Verhältnis in der Forschung zum Lebenslangen Lernen in der zweiten Lebenshälfte“. Im Jahr 2018 wurde Schramek Professorin für Gesundheit im Department of Community Health an der Hochschule für Gesundheit in Bochum. Ihr Schwerpunkt war die Gesundheitsdidaktik.

### Arbeitsbereiche und Aufgaben
Schramek arbeitete ab 2015 in dem Forschungsverbundprojekt Ourpuppet, das vom Bundesministerium für Forschung, Technologie und Raumfahrt gefördert wurde. Untersucht wurden die Möglichkeiten der Unterstützung von Angehörigen durch eine interaktive Puppe. Einen ähnlichen Ansatz verfolgte das gleichzeitig laufende Forschungsverbundprojekt RUBYDemenz, an dem Schramek als Leiterin eines Teilprojekts zur Entwicklung eines Lernmodells beteiligt war. Ab 2018 war Schramek für zwei Jahre Prodekanin am Fachbereich Community Health der Hochschule. Am 1. September 2020 wurde Schramek zur zentralen Gleichstellungsbeauftragten der Hochschule für Gesundheit ernannt. In dieser Position steht sie verschiedenen Hochschulgremien beratend zur Seite.

## Engagement
Schramek ist Netzwerk-Partner des von der Universität Witten/Herdecke initiierten und vom Land Nordrhein-Westfalen geförderten Atlas-ITG Projekts, das Möglichkeiten der digitalen Transformation des Gesundheitswesens aufzeigen soll. Zudem gehört sie dem Arbeitskreis Geragogok  an, einem interdisziplinär besetzten Experten-Forum zur Förderung der Teilnahme und Mitgestaltung von Wissenserhalt und -vermittlung im Alter.

### Positionen
Nach Schrameks Ansicht geht das Bemühen um Gleichstellung über die Gewährleistung von Chancengleichheit zwischen den Geschlechtern hinaus. In ihrem Amt als zentrale Gleichstellungsbeauftragte der Bochumer Hochschule setzt sie sich dementsprechend auch für Gruppen mit weiteren Merkmalen, wie Elternschaft, sexuelle Orientierung oder Religion, ein.

## Bücher
- mit Elisabeth Bubolz-Lutz, Barbara Mester, Hildegard Streyl und Sebastian Wenzel: „Pflegebegleitung: Handbuch zum Aufbau von Initiativen zur Stärkung pflegender Angehöriger“, Pabst Science Publishers, 2015
- mit Cornelia Kricheldorff, Bernhard Schmidt-Hertha, Julia Steinfort-Diedenhofe et al. „Alter(n) – Lernen – Bildung: Ein Handbuch“, Kohlhammer Verlag 2018
- mit Elisabeth Bubolz-Lutz, Stefanie Engler und Cornelia Kricheldorff: „Geragogik: Bildung und Lernen im Prozess des Alterns. Das Lehrbuch“, 2. Auflage Kohlhammer Verlag 2022
- mit Julia Steinfort-Diedenhofen und Cornelia Kricheldorff: „Diversität der Altersbildung: Geragogische Handlungsfelder, Konzepte und Settings“, Kohlhammer Verlag 2022